# ゴンサロ・ペレス・デ・バルガス
ゴンサロ・ペレス・デ・バルガス・モレノ（Gonzalo Pérez de Vargas Moreno、1991年1月10日 - ）は、スペイン・カスティーリャ・ラ・マンチャ州トレド県トレド出身のハンドボール選手。リーガASOBALのFCバルセロナ・ラッサ所属。

## 経歴
2007年、FCバルセロナの下部組織に加入。2009年にトップチームへ昇格した。
2010年から本格的にトップチームで起用され続けていたが、2011-12年シーズンにフライキンBMグラノリェースへ期限付き移籍という形で譲渡された。2012年にスペイン代表に初選出された。
2013年でグラノリェースとの契約は終了したが、バルセロナに復帰せず、2013-14年シーズンからフランス・LNHディヴィジオン・アンのフェニックス・トゥールーズへ期限付き移籍となった。トゥールーズでは最優秀新人賞を獲得した。
2014年にバルセロナへ復帰。復帰直後の2014-15年シーズンは初のベストセブン（GK）を獲得するなど、チームの優勝に貢献。
2016-17年シーズンには初の最優秀選手賞、2年ぶりのベストセブンを獲得している。

## 詳細情報

### 年度別成績
| 年              | リーグ          | チーム          | 試合 | FS 阻止   | 率   | 7m 阻止 | 率   |
| --------------- | --------------- | --------------- | ---- | --------- | ---- | ------- | ---- |
| 2011-12         | ASOBAL          | グラノリェース  | 29   | 293/879   | .333 | 7/54    | .130 |
| 2012-13         | ASOBAL          | グラノリェース  | 29   | 415/1054  | .394 | 13/55   | .236 |
| 2013-14         | フランスD1      | トゥールーズ    | 26   | 283/672   | .421 | 16/52   | .308 |
| 2014-15         | ASOBAL          | FCバルセロナ    | 30   | 311/772   | .403 | 20/58   | .345 |
| 2015-16         | ASOBAL          | FCバルセロナ    | 30   | 238/610   | .390 | 8/45    | .178 |
| 2016-17         | ASOBAL          | FCバルセロナ    | 28   | 230/555   | .414 | 12/57   | .211 |
| 2017-18         | ASOBAL          | FCバルセロナ    | 29   | 198/499   | .397 | 11/48   | .229 |
| 2018-19         | ASOBAL          | FCバルセロナ    | 29   | 194/506   | .383 | 9/27    | .333 |
| ASOBAL：7年     | ASOBAL：7年     | ASOBAL：7年     | 204  | 1879/4875 | .385 | 80/344  | .233 |
| フランスD1：1年 | フランスD1：1年 | フランスD1：1年 | 26   | 283/672   | .421 | 16/52   | .308 |

- 各年度の太字はリーグ最高
- ASOBALの2010-11年シーズン以前は公式記録がないため省略（通算記録は2011-12年シーズン以降のもの）

### タイトル・表彰

#### リーガASOBAL
- 最優秀選手：1回 (2016年)
- ベストセブン：2回 (2014年・2016年)

#### LNHディヴィジオン・アン
- 最優秀新人 (2013年)